# Öttusa az 1952. évi nyári olimpiai játékokon
Az 1952. évi nyári olimpiai játékokon öttusában két számban avattak bajnokot. Ez volt az első olimpia ahol a csapatverseny is a program része volt.

## Éremtáblázat
(Magyarország és a rendező ország csapat eltérő háttérszínnel, az egyes számoszlopok legmagasabb értéke, illetve értékei vastagítással kiemelve.)
| Az 1952. évi nyári olimpiai játékok éremtáblázata öttusában | Az 1952. évi nyári olimpiai játékok éremtáblázata öttusában | Az 1952. évi nyári olimpiai játékok éremtáblázata öttusában | Az 1952. évi nyári olimpiai játékok éremtáblázata öttusában | Az 1952. évi nyári olimpiai játékok éremtáblázata öttusában | Olimpia  |
| ----------------------------------------------------------- | ----------------------------------------------------------- | ----------------------------------------------------------- | ----------------------------------------------------------- | ----------------------------------------------------------- | -------- |
|                                                             | Ország                                                      | Arany                                                       | Ezüst                                                       | Bronz                                                       | Összesen |
| 1.                                                          | Magyarország (HUN)                                          | 1                                                           | 1                                                           | 1                                                           | 3        |
| 2.                                                          | Svédország (SWE)                                            | 1                                                           | 1                                                           | 0                                                           | 2        |
|                                                             |                                                             |                                                             |                                                             |                                                             |          |
| 3.                                                          | Finnország (FIN)                                            | 0                                                           | 0                                                           | 1                                                           | 1        |
|                                                             |                                                             |                                                             |                                                             |                                                             |          |
| Összesen                                                    | Összesen                                                    | 2                                                           | 2                                                           | 2                                                           | 6        |

## Érmesek
| Az 1952. évi nyári olimpiai játékok érmesei öttusában |                                                                     |       |                                                                  |       |                                                                |       |
| Versenyszám                                           | Arany                                                               | Arany | Ezüst                                                            | Ezüst | Bronz                                                          | Bronz |
| egyéni                                                | Lars Hall · Svédország (SWE)                                        | 32    | Benedek Gábor · Magyarország (HUN)                               | 39    | Szondy István · Magyarország (HUN)                             | 41    |
| csapat                                                | Magyarország (HUN) · Benedek Gábor · Kovácsi Aladár · Szondy István | 166   | Svédország (SWE) · Lars Hall · Thorsten Lindqvist · Claes Egnell | 182   | Finnország (FIN) · Olavi Mannonen · Lauri Vilkko · Olavi Rokka | 213   |

## Magyar szereplés
- Benedek Gábor 2. hely 39 pont
- Szondy István 3. hely 41 pont
- Kovácsi Aladár 12. hely 93 pont
- Csapat: 1 hely 166 pont